# Jamar
Jamar és un poble i antic estat tributari protegit de l'Índia, a l'agència de Kathiawar, província de Gujarat i presidència de Bombai.